# Голландская война
Голландская война (нидерл. Hollandse Oorlog, фр. Guerre de Hollande, нем. Holländischer Krieg, исп. guerra de Holanda) — военный конфликт, участниками которого были с одной стороны Франция, Англия, Швеция, Кёльн и Мюнстер, а с другой — Голландия, Испания, Габсбургская монархия и Бранденбург.
В первые два года война велась на территории Нидерландов. После убийства Яна де Витта пожизненным правителем Голландии был объявлен Вильгельм III Оранский, организовавший оборону страны. Он смог предотвратить продвижение французов и полное поражение голландцев, разрушив дамбы и затопив большие территории. После этого война распространилась почти на всю Европу.

## Причины войны
Военный конфликт Франции и Голландии — один из главных переломных моментов в истории правления французского короля Людовика XIV. Война нарушила силовое и дипломатическое равновесие Европы, при этом не позволила окончить экономическую и социальную модернизацию французского государства, предпринятую первым министром Кольбером.
Причинами франко-голландской войны стали различия двух культур, протестантской и республиканской конфедерации с одной стороны, и католической монархии, отмеченной печатью Контрреформации, с другой, а также экономическое соперничество двух стран. Не последнюю роль играло личное желание короля Людовика XIV разгромить Голландию, откуда исходили пасквили и памфлеты на него. Он также не мог простить Голландии ту роль, которую последняя сыграла в ходе Деволюционной войны.
Перед началом войны Людовик и его министры провели долгую и тщательную подготовку: экономическую, военную и главное — дипломатическую подготовку. Целью короля было желание лишить Голландию возможной военной поддержки со стороны третьих сторон. Главной целью стало разрушение Тройственного альянса Англии, Швеции и Голландии — что успешно было выполнено и заключены соответствующие договоры (франко-шведский договор от 1672 года, тайный союз с Англией от 1670 года, за который Людовик заплатил Карлу II 2 млн ливров, также были заключены союзы с Кёльном, Мюнстером и Священной Римской империей, с которой был подписан договор о нейтралитете).
На 1672 год у Людовика было 117 тысяч пехоты и 25 тысяч кавалерии, 70 английских и 30 французских кораблей. Плюс к этому у него имелись английские полки, 20 тысяч швейцарцев, 5 савойских полков, 20 тысяч из Кёльна и Мюнстера.
Этой армии противостояла коалиция Вильгельма Оранского, который с 1672 года стал правителем Голландии. В коалицию, помимо Голландии, вошли Испания, Дания, Священная Римская империя и германские князья.

## Начало войны
Все понимали, что над Европой нависла гроза, которая должна была разразиться. И Людовик, и Вильгельм искали малейшего повода. Голландию охватила настоящая паника, когда французские армии захватили Лотарингию в 1670 году, поставив вне закона герцога Лотарингского. Вильгельм Оранский пытался привлечь на свою сторону Австрию, но тщетно. Император Леопольд был занят отражением нового турецкого наступления, которое поощряется Францией. Правда, Вильгельму удалось добиться поддержки некоторых германских князей и всей Империи в целом, которая на рейхстаге в Регенсбурге объявила Франции войну.
22 марта 1672 года Англия нападает на голландский морской караван. Уже в мае Людовик XIV форсирует Рейн. В течение четырёх дней французской армии, ведомой Тюренном, сдаются бранденбургские города герцогства Клевского, защищающие подступы к Соединённым Провинциям. Капитулируют Эммерих, Везель, Райнберг. В то же время англо-французский флот 7 июня под командованием адмирала графа д`Эстре и герцога Йоркского вступает в битву с эскадрой адмирала Рюйтера.

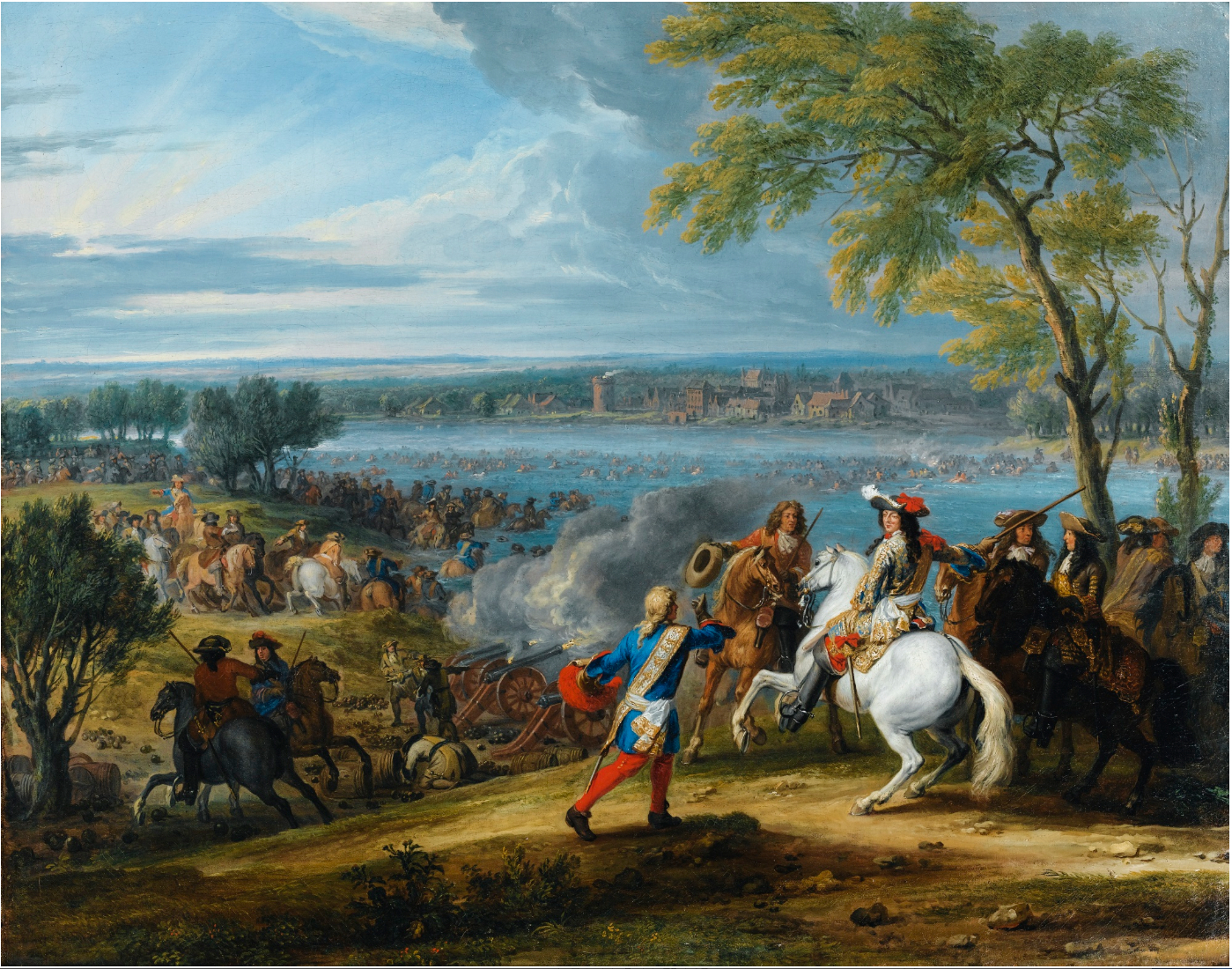
Людовик XIV на берегу Рейна 12 июня 1672 года.

В битву вступает и французская пропаганда: живописцы и поэты превозносят военные победы короля. В Версале создаётся Салон Войны, где на барельефе Людовик XIV изображён могучим великаном, переступающим через Рейн.
Засуха 1672 года весьма благоприятствовала вторжению, даже на Рейне открылись три брода, из которых один, близ Гуйсена у Тольгуйса, был использован французами (12 июня), чему безуспешно пытался помешать штатгальтер принц Вильгельм Оранский. В том же месяце армия Людовика овладела западной частью Гельдерна и Дренте, а 20 июня король вступил в Утрехт. Конде предложил внезапно напасть на Амстердам, но Лувуа предпочёл более осторожный способ действий, зная решимость доведённых до отчаяния голландцев, мирные предложения которых были отвергнуты королём.
После падения республиканской партии и провозглашения принца Вильгельма Оранского наследственным штатгальтером Соединённых Провинций (3 июля) курфюрст Бранденбургский заключил с Голландией договор, обещав прислать ей 20-тысячный отряд в Вестфалию. Это вынудило Людовика XIV отправить Тюренна с частью армии на Рейн и, таким образом, ослабить себя в Голландии; король возвратился в Париж, и в Голландии после ухода принца Конде в Эльзас оставался только маршал де Люксембург. Тем временем осенью 1672 года население Голландии открыло шлюзы, и вода затопила страну.
Принц Вильгельм Оранский, граф Иоанн Мориц Нассауский, генерал Вюрц и граф Гоорн занимали дороги к Амстердаму. Получив подкрепление от вице-короля Испанских Нидерландов Монтерея и стянув до 21 тыс. человек войск, Вильгельм решил перейти в наступление. Он дошёл до Маастрихта, осаждённого французами, и взял форт Валькенбург. Отсюда он двинулся на Шарлеруа, осадил этот город, но не мог овладеть им.
В последних числах декабря 1672 года, пользуясь холодами, маршал Люксембург двинулся к Гааге. Вода, покрывавшая всю страну, обратилась в такую толстую ледяную кору, что войска не только могли идти по узким плотинам, но кавалерия получила возможность прямо переходить по замёрзшим низменностям. Маршал дошёл до Сваммердама (близ Лейдена), как вдруг внезапно наступила оттепель и только поспешное отступление спасло французов от неизбежной гибели.

### Продолжение боевых действий
К 1673 году война с Голландией превратилась в общеевропейскую, потому что в ней приняли участие Испания и Бранденбург. Театром военных действий должна была служить долина среднего Рейна от Базеля до Майнца. В 1674 году французы выставили три армии: одна, принца Конде, была предназначена для действий против принца Вильгельма Оранского, находившегося с испано-голландскими войсками в Брабанте; вторая, самого короля, проникла во Франш-Конте; и третья, Тюренна, стояла на верхнем Рейне. Тюренн с 10 тыс. человек должен был оборонять Рейн на пространстве от Базеля до Майнца и в то же время обеспечивать нейтралитет Швейцарии. Главные свои силы он расположил у Гохфельда, близ Саверна, имея переправу у Филиппсбурга.
Имперская армия (10 тыс. чел.) герцога Карла Лотарингского и генерала Капрары сосредоточилась у Гейдельберга, куда должен был присоединиться двигавшийся из Бельгии генерал Бурнонвиль; помешать этому соединению являлось ближайшей задачей Тюренна. 14 июня с 8 тыс. чел. при 6 орудиях Тюренн переправился в Филипсбурге через Рейн и двинулся к Гейдельбергу. Его авангард столкнулся с имперским отрядом у Бургаузена (на реке Ангельбах) и успел его оттеснить, захватив до 160 пленных. Тюренн 15 июня достиг Вислоха, откуда, следуя за противником, 16 июня прибыл к Зинцгейму, где произошла битва, окончившаяся поражением имперцев.
После этого Тюренн возвратился на левый берег Рейна и расположился у Лаксгейма, где к нему прибыли подкрепления, усилившие его войска до 16 тыс. чел. Тем временем противник, усиленный присоединением Бурнонвиля и курфюрста Бранденбургского, занял позицию у Ладенбурга, производя демонстрации в направлении Саары и Кайзерслаутерна. Тюренн 3 июля вновь переправился через реку в Филиппсбурге, перешёл по понтонному мосту через Неккар и угрозой сообщениям противника заставил отойти его к Франкфурту, после чего снова возвратился на левый берег Рейна, расположившись у Бергцаберна (близ Ландау). Силы его возросли до 23 тыс. человек против 36 тыс. человек Бурнонвиля, стоявшего между Шпейером и Филиппсбургом. Обе армии оставались в бездействии до конца сентября 1674 года.
Пока Тюренн успешно действовал на верхнем Рейне, Людовик XIV проник во Франш-Конте и в несколько недель овладел этой провинцией.
Со своей стороны, принц Конде двинулся к Лёвену против соединённых испано-голландских войск Вильгельма Оранского и 11 августа 1674 года при Сенефе одержал победу. Неприятельские войска отошли к Гуи и Граве.
Между тем Бурнонвиль 21 сентября переправился по понтонному мосту, наведённому ниже Филипсбурга через Рейн, и двинулся к Страсбургу. Тюренн, получив запоздалое известие о движении имперцев, не успел помешать их переправе и должен был ограничиться занятием позиции на реке Зуфеле, опираясь на крепости Саверн и Хагенау. Имперцы расположились за рекой Брюш, 4 октября 1674 года произошло нерешительное сражение при Энтцгейме, после которого обе стороны отступили. 14 октября имперцы с прибытием подкреплений (20-тысячный отряд курфюрста Бранденбургского) получили большое численное превосходство над французами (53 тыс. чел. против 21 тыс. чел.) и 18 октября перешли в наступление. Тюренн отошёл к Детвейлеру за оборонительные линии рек Зорн и Модер, прикрывая Саверн, Хагенау и доступы в Лотарингию. Но союзники не решились атаковать его и отошли к Страсбургу.
29 ноября, оставив гарнизоны в Саверне и Хагенау, Тюренн через Люцельштейнский проход отошёл в Лотарингию и расположился в окрестностях Ларкена. Однако, усилившись подошедшими подкреплениями до 20 тыс. чел. пехоты и 13 тыс. чел. кавалерии, он 5 декабря двинулся из Ларкена через Бламон к Бельфору, которого и достиг 27 декабря; 28 декабря при Мюльгаузене разбил 10-тысячный неприятельский отряд и отбросил его к Базелю. Узнав о приближении Тюренна, союзники сняли блокаду Бризаха и сосредоточились у Кольмара и Альткирхена.
5 января 1675 года при Тюркгейме французы атаковали союзников и нанесли им поражение; последние отступили через Шлетштадт к Страсбургу, переправились 11 января на правый берег Рейна и очистили Эльзас.
На голландском театре дела также шли успешно для французов. Конде взял Динан, Гуи и Лембур, а Шомберг, счастливо действовавший между Маасом и Самброй, был послан в Пиренеи, где вытеснил испанцев из Руссильона.
В кампанию 1675 года на Рейне противником Тюренна явился Монтекукколи. В течение апреля и первой половины мая французы сосредоточились в окрестностях Шлетштадта, а имперцы — в долине Майна. 21 мая Монтекукколи с 22 тыс. человек двинулся из Страсбурга вниз по Рейну, переправился в Шпейере на левый берег реки и, выдвинув авангард к Лаутербургу, рассчитывал угрозою крепостям Ландау и Хагенау заставить Тюренна двинуться в Палатинат. Но Тюренн понял намерение противника и продолжал стоять в одном переходе от Страсбурга, занимая последовательно позиции у Бенфельда и Ахенгейма.
В начале июня он решился сам двинуться за Рейн, чтобы угрозою сообщениям неприятеля заставить его возвратиться на правый берег реки. С этой целью выше Страсбурга, у Отенгейма, Тюренн приказал навести мост, переправился на правый берег и расположился за рекой Кинциг, на позиции Вильштет — Экарсвейер, прикрывая этим расположением Страсбург и мост у Отенгейма. Монтекукколи, боясь быть отрезанным от своей базы в Оффенбурге, быстро двинулся 13 июня к этому пункту.
Оставив часть армии в Вильштете, Тюренн протянул свой правый фланг настолько, чтобы прикрыть мосты. Вместо прямого движения к Отенгейму имперцы направились к Лоору. Тогда Тюренн занял Альтенгейм отрядом де Лоржа (8 батальонов, 34 эскадронов и 6 орудий), затем направил туда главные силы и 22 июня перевёл мост из Отенгейма в Альтенгейм, к югу от Страсбурга, чем сократил свою оборонительную линию.
Вследствие недостатка продовольствия Монтекукколи отошёл к Урлофену, оставив 5-тысячный отряд Капрары у Офенбурга, тогда как Тюренн перешёл через Кинциг и расположился у Бодерсвейера. Вслед за тем имперцы совершенно очистили Офенбург и стали лагерем у Шерцена за рекой Ренхеном, уперев правый фланг в Рейн.
4 июля французы заняли позицию против них, на левом берегу Ренхена, близ Ней-Фрейштета. В таком положении обе армии простояли 3 недели.
15 июля Тюренн двинулся в обход левого фланга противника, оставив на позиции отряд де Лоржа, затем переправился вброд через Ренхен у Васгурста и дошёл до Гамгурста.
Монтекукколи не воспользовался случаем разбить по частям армию Тюренна и 19 июля оказался отрезанным от Страсбурга и Офенбурга. Притянув из Офенбурга отряд Капрары, в ночь на 26 июля он отступил к Зальцбаху, где занял позицию у Оттерсвейера, куда 27 июля двинулся и Тюренн, успевший тем временем принять отряд де Лоржа из Фрейштета; 27 июля у Нидер-Засбаха французы наткнулись на передовые посты имперцев и завязали бой. Во время канонады Тюренн, выехавший вперёд на рекогносцировку, был убит ядром. С его смертью французская армия начала отступление, преследуемая имперцами.
1 августа у Альтенгейма де Лорж, прикрывая мосты, успел отрезать противника, после чего отступил в Эльзас, а за ним вторгнулся туда Монтекукули и проник до Хагенау; его остановили прибывшие подкрепения принца Конде.
Между тем участие 20 000 бранденбургских солдат против Франции во франко-голландской войне стало поводом для Швеции, предварительно вступившей в договоренности с Францией, в декабре 1674 года вторгнуться во владения Бранденбурга с целью принудить бранденбургского курфюрста Фридриха Вильгельма I к миру с Францией.
В 1675 году союзник Франции Швеция терпит жестокое поражение от пруссаков при Фербеллине — военному престижу Швеции нанесён мощный удар, её армия была разгромлена. Правитель Бранденбурга и Пруссии Фридрих-Вильгельм I захватил Померанию. 
В Нидерландах в 1676 году Людовик XIV овладел крепостями Бушеном и Конде.
В то же время французский флот адмирала Дюкена 22 апреля 1676 года разбил голландскую эскадру при Агосте, где погиб голландский герой Рюйтер.
На верхнем Рейне в 1676 году французами командовал де Люксембург, а имперской армией — герцог Карл Лотарингский, принудивший 9 сентября к сдаче французский гарнизон Филиппсбурга. Не имея возможности держаться в Брайсгау, де Люксембург возвратился за Рейн и овладел Монбельяром.
В 1676 году датские войска вошли в Швецию с юга, а в следующем году шведский флот был разгромлен. На помощь Швеции пришёл Людовик XIV. Он добился от Дании и Бранденбурга приемлемых для шведов условий и стал посредником в мирных переговорах. Во многом Франция побеждала, используя противоречия в антифранцузской коалиции. Так был устранены Бранденбург и Дания, перекуплены некоторые князья Германии. Но главным было то, что от войны был устранён Леопольд I Габсбург.
В 1677 году Людовик XIV вознаградил себя за потерю Филиппсбурга взятием Валансьена (17 марта) и Камбре (5 апреля), после чего была начата осада Сент-Омера. Принц Оранский предпринял 11 апреля попытку освободить этот город, но был разбит Люксембургом при Монкасселе. Вслед за тем сдались Сент-Омер и Камбрейская цитадель. Тогда Вильгельм предпринял поход против Шарлеруа, но и здесь не имел успеха.

## Результаты войны
Так как английский король Карл II, под давлением парламента, ещё в 1674 году заключил сепаратный мир с голландцами, а число врагов французского короля всё увеличивалось, то Людовик был вынужден приступить к мирным переговорам. В апреле 1675 года в Версаль прибыли голландские представители. Переговоры с ними вёл военный министр Лувуа. Он требовал: Маастрихт, Брабант, Фландрию, возобновления союза и торгового превосходства Франции, от Испании — признания всех французских завоеваний в Южной Голландии, и заключение сепаратного мира с Голландией. Даже для стоявших на грани поражения голландцев это было слишком.
К концу 1677 года французы овладели Фрайбургом, Брисгау и всеми городами в Испанских Нидерландах, кроме Намюра, Монса, Ньюпорта и Остенде.
В 1678 году был подписан Нимвегенский мир, состоявший из многочисленных мирных договоров воюющих сторон между собой. Франция выходила из войны победительницей и смогла сохранить за собой большинство завоёванных земель, однако должна была вернуть север Испанских Нидерландов. Нидерланды обещали за это нейтралитет своей страны в будущем. От Испании Франция получила Франш-Конте, обменяла фламандские города и овладела Фрайбургом, принадлежавшим до этого Австрии. Бранденбург, остававшийся поначалу в стороне от этого невыгодного для него мирного договора, был годом позже вынужден подписать Сен-Жерменский мир.